# Tomáš Oravec
Tomáš Oravec (Žilina, 3 juli 1980) is een betaald voetballer uit Slowakije, die speelt als aanvaller. Hij staat sinds 2012 onder contract bij de Cypriotische club Enosis Neon Paralimni na eerder onder meer in Tsjechië voor Viktoria Žižkov gespeeld te hebben.

## Interlandcarrière
Onder leiding van bondscoach Jozef Adamec maakte Oravec zijn debuut voor het Slowaaks voetbalelftal op 15 augustus 2001 in de vriendschappelijke wedstrijd tegen Iran (3-4). Hij nam in dat duel twee doelpunten voor zijn rekening en werd na 71 minuten vervangen door Marián Šuchančok.
| Interlanddoelpunten | Interlanddoelpunten | Interlanddoelpunten   | Interlanddoelpunten | Interlanddoelpunten | Interlanddoelpunten | Interlanddoelpunten | Interlanddoelpunten |
| №                   | Datum               | Wedstrijd             | Goal(s)             | Score               | Uitslag             | Competitie          |                     |
| ------------------- | ------------------- | --------------------- | ------------------- | ------------------- | ------------------- | ------------------- | ------------------- |
| 1                   | 15 augustus 2001    | Slowakije – Iran      | 18'                 | 1 – 2               | 3 – 4               | Oefeninterland      |                     |
| 2                   | 15 augustus 2001    | Slowakije – Iran      | 19'                 | 2 – 2               | 3 – 4               | Oefeninterland      |                     |
| 3                   | 7 oktober 2001      | Macedonië – Slowakije | 90+2'               | 0 – 5               | 0 – 5               | WK-kwalificatie     |                     |

## Erelijst
1. FC Košice
- Slowaaks landskampioen

1998
 FC Artmedia Petržalka
- Slowaaks landskampioen

2008
- Topscorer Corgoň Liga

2007 (16 goals)
- Beker van Slowakije

2008
 MŠK Žilina
- Slowaaks landskampioen

2010